# Kollegium Aloisianum
Das Kollegium Aloisianum ist ein privates katholisches Gymnasium und Realgymnasium mit Öffentlichkeitsrecht in Linz. Es befindet sich im statistischen Bezirk Freinberg und besteht in dieser Form seit 1912. Zuvor befand sich dort bereits seit mindestens 1851 das Bischöfliche Gymnasium, das 1897 in das Kollegium Petrinum verlegt wurde.
In ihrem 1997 erstellten und 2007 beschlossenen Leitbild bekennt sich die Schule zu den Prinzipien der jesuitischen Erziehung. Das Gymnasium wurde bis 1992 vom Jesuitenorden betrieben, danach vom Schulverein Kollegium Aloisianum. Im Jahr 2023 verließen die Jesuiten endgültig Linz.
Das Gebäude wurde 2017 bis 2021 für etwa 17 Millionen Euro grundlegend saniert und erweitert. 

## Unterricht
In der 1. und 2. Klasse (5. und 6. Schulstufe) gibt es neben den Professoren noch drei Begleitpädagogen (einer pro Klasse). In den Hauptfächern (Deutsch, Mathematik und Englisch) sitzt ein Begleitpädagoge hinten in der Klasse und notiert die wichtigsten Sachen der Stunde. In der 3. und 4. Klasse (7. und 8. Schulstufe) sieht das Ganze etwas anders aus. Es gibt nur mehr 2 Begleitpädagogen pro Jahrgang, die gleichzeitig Dienst haben. Es sitzt nun keiner mehr hinten in der Klasse. Man kann von der 1. bis zur 4. Klasse (5. bis 8. Schulstufe) die Begleitpädagogen im Jahrgang auffinden. Sie sind jederzeit für Schüleranliegen da. In der 5. bis zur 8. Klasse (9. bis 12. Schulstufe) gibt es gar keine Begleitpädagogen mehr.

## Klassen und Geschlechterverteilung
In der Unterstufe gibt es pro Jahrgang drei Klassen. Die Unterstufe umfasst 12 Klassen. In der Oberstufe gibt es pro Jahrgang nur zwei Klassen. Damit umfasst sie insgesamt acht Klassen. Somit hat das Kollegium Aloisianum eine Klassenanzahl von insgesamt 20. Eine Klasse umfasst meistens um die 20 Schüler und Schülerinnen, Knaben-Mädchen-Verhältnis: ungefähr 1:1.

## Ehemalige Schüler
Der Absolventenverein der Schule ist der Verein der Altfreinberger. Bekannte Absolventen des Kollegiums sind u. a.:
- Johannes Schasching (1917–2013), österreichischer Jesuit und Sozialethiker
- Karl Grufeneder (* 1949), Pädagoge und Politiker (ÖVP)
- Heinrich Schaller (* 1959), Bankmanager
- Christian Deutsch (* 1962), Politiker (SPÖ)
- Alexander Neuhuber (* 1964), Politiker (ÖVP)
- Thomas Stelzer (* 1967), aktueller Landeshauptmann von Oberösterreich
- Gerhard Jarosch (* 1968), Staatsanwalt
- Tarek Leitner (* 1972), Journalist und TV-Moderator